# Исраилият
Исраилия́т (араб. اسرائیلیات‎) — исламский термин, означающий тип религиозной литературы, связанный с еврейской традицией. Иудейские и христианские предания из Торы, Евангелий использовались некоторыми толкователями для объяснения коранических аятов. В среде исламских ортодоксов отношение к исраилияту было неоднозначным.
Арабское слово «исраилият» происходит от слова «Исраил» и является множественным числом слова «исраилия», которое восходит к ивритскому Исраэль — «Израиль». Исраил также является одним из имён пророка Якуба (Иакова).

## История
На протяжении первых столетий истории ислама некоторые бывшие иудеи и христиане широко применяли исраилият при толковании Корана. Одним из самых известных таких толкователей был бывший иудей Кааб аль-Ахбар. В Коране имеются многочисленные рассказы, перекликающиеся не только с библейскими текстами, но и с Устной Торой и Новым Заветом. В посткораническую эпоху через исраилият иудаизм влиял на ислам. К исраилияту относятся рассказы, заимствованные из Танаха, Талмуда и Мидраша, а также жизнеописания израильских пророков и благочестивых людей, относимых к израильтянам (бану Исраил).

## Отношение ортодоксии к исраилияту
Чрезмерное применение исраилията приводило к введению в мусульманское мировоззрение ничем не подтвержденных сомнительных историй. По этой причине мусульманская ортодоксия, в целом, негативно воспринимала данный метод. Исраилият принимался в качестве второстепенных, косвенных доказательств того или иного суждения по различным аспектам исламских первоисточников.
Мусульманская ортодоксия не отвергала исраилият полностью в качестве доказательства тех или иных аятов Корана, и принимала его в качестве довода в том случае, если он не противоречил Корану и сунне.

## Категории
Предания из исраилията можно разделить на три категории:
1. Приемлемые предания, подлинность которых не вызывает сомнений[3][4][5].
2. Сфабрикованные повествования, противоречащие Корану[6].
3. Сомнительные повествования, которые не принимаются, но и не отвергаются[2].